# Lejkówka żółtozarodnikowa
Lejkówka żółtozarodnikowa (Clitocybe strigosa Harmaja) – gatunek grzybów z rzędu pieczarkowców (Agaricales).

## Systematyka i nazewnictwo
Pozycja w klasyfikacji według Index Fungorum: Clitocybe, Incertae sedis, Agaricales, Agaricomycetidae, Agaricomycetes, Agaricomycotina, Basidiomycota, Fungi.
Po raz pierwszy opisał go w 1969 roku Harri Harmaja w Finlandii. Polską nazwę zaproponował Władysław Wojewoda w 2003 roku.

## Występowanie i siedlisko
Grzybówka żółtozarodnikowa znana jest tylko w Europie i w azjatyckiej części Rosji. W Polsce do 2003 roku podano tylko dwa stanowiska (1915 Elbląg, 1959 Białowieski Park Narodowy). W późniejszych latach podano kilka następnych.
Naziemny grzyb saprotroficzny. Występuje w lasach iglastych i mieszanych.